# Lleó de Corbridge
El Lleó de Corbridge (en anglés: Corbridge Lion), a Northumberland, Anglaterra, és una antiga escultura romana feta de gres, que mostra un lleó en peus sobre un animal gitat (possiblement un cérvol) en una base de pedra semicilíndrica. Fa 0,95 m de llarg per 0,36 m d'ample i 0,87 m d'alçada. Originàriament era una peça d'ornamentació funerària d'un túmul (simbolitzava el triomf de la mort sobre la vida). Després fou reutilitzat com una font, i li rajava aigua de la boca. Es va trobar en un tanc d'aigua al 1907 en una excavació dirigida per Leonard Woolley en el Lloc II (un edifici de corredor amb un sòl fet de mosaic, amb un hipocaust i algeps de paret pintat, que devia tractar-se d'una Mansio) al llogaret romà en Corbridge. Es creu que data del segle II o III.
En la seua autobiografia Spadework, Woolley comenta que el lleó fou trobat mentre ell era al banc de Corbridge recollint els salaris dels treballadors, i quan ells anunciaren la troballa a Wolley, l'home que el trobà va dir: "Quan vaig veure per primera vegada que hi havia allà un lleó, ell tenia una taronja florescent a la boca!".
Almenys altres quatre lleons de pedra s'han trobat a Corbridge, dos d'ells units al mur a la volta d'un mausoleu del segle II a Shorden Brae, al cementeri a l'oest de la ciutat romana[2], un d'ells construït en una paret del llogaret, i l'altre (ara perdut) era en el museu privat de propietat de Bartholomew Lumley a la primeria del segle xix.
El Lleó de Corbridge és ara en exposició al museu del llogaret romà de Corbridge, administrat per l'English Heritage. L'hotel Lion Of Corbridge (tancat el 2003), situat al sud del pont modern, fou batejat així en el seu homenatge.